# Lac Vundu
Le lac Vundu est un lac naturel situé dans le Kakongo, territoire de Lukula, district du Bas Fleuve, dans la province du Bas-Congo, en République démocratique du Congo.